# Музичний фестиваль імені Кос-Анатольського
«Музичний фестиваль імені Кос-Анатольського» — український фестиваль класичної і популярної музики. Найстаріший в Україні фестиваль, який відбувається щорічно. 

## Історія
Фестиваль заснований у 1987 році на вшанування пам'яті відомого українського композитора Анатолія Кос-Анатольського та відбувається щорічно в місті Коломия Івано-Франківської області.
Традиційно на фестивалі виконуються твори Кос-Анатольського та інших композиторів, відбуваються наукові конференції, зустрічі з композиторами і відомими діячами культури, концерти класичної і популярної музики. 
Перший фестиваль у 1987 році складався із концерту із багатьма хорами, виконувалася Соната Ференца Ліста, етюди Фридерика Шопена, твори Олександра Скрябіна. 
У 2010 році один із днів фестивалю був присвячений музиці Шопена у виконанні провідних музикантів Ягелонського університету. Також був день, присвячений Михайлу Вербицькому — автору національного гімну, засновнику Перемишльської композиторської школи.
У 2017 році до 30-річчя фестивалю видано книжку з повним переліком концертної програми за ці роки.

### Учасники фестивалю
- Микола Колесса
- Мирослав Скорик
- Євген Станкович
- Ніна Матвієнко
- Богодар Которович
- Олександр Козаренко — композитор та піаніст.[5]
- Лідія Шутко —  скрипалька та педагог.
- Богдан Пліш — диригент.[6]
- Олександра Німилович — піаністка та педагог.
- Лілія Коструба — співачка.
- Harmonia Nobile — академічний камерний оркестр при Івано-Франківській обласній філармонії.
- Академічний симфонічний оркестр Хмельницької обласної філармонії під керівництвом Тараса Демчишина.
- Камерний оркестр Львівської національної музичної академії ім. М. Лисенка під диригентством Ігоря Пилатюка та Душана Штефанека.[7]